# Josef Jung
Josef Jung (27. února 1924 Krchleby – 2. října 2007) byl český a československý politik KSČ, za normalizace poslanec České národní rady a ministr vnitra České socialistické republiky.

## Biografie
Původní profesí byl obráběčem kovů. V roce 1948 začal svou stranickou kariéru v KSČ. Roku 1951 absolvoval stranickou školu a téhož roku se stal vedoucím tajemníkem KSČ v Liberci. V roce 1962 absolvoval České vysoké učení technické v Praze a stal se členem centrálního stranického aparátu KSČ. V letech 1962–1969 byl pracovníkem Ústředního výboru Komunistické strany Československa. Působil v oddělení těžkého průmyslu. V období let 1969–1970 zastával funkci zástupce vedoucího oddělení byra pro řízení stranické práce v českých zemích, kde působil v oddělení průmyslu, dopravy a výstavby. Od roku 1974 byl předsedou Vládního výboru pro bezpečnost silničního provozu v České socialistické republice. XVI. sjezd KSČ a XVII. sjezd KSČ ho zvolil kandidátem ÚV KSČ. V roce 1974 mu byl udělen Řád práce, roku 1984 Řád Vítězného února.
Jeho politická kariéra vyvrcholila za normalizace, kdy byl 18 let členem vlády. V říjnu 1970 byl jmenován členem české vlády Josefa Korčáka jako ministr vnitra. Jeho nástup do funkce byl dobovými západními analytiky z řad československé emigrace interpretován jako pokus Gustáva Husáka o snížení vlivu ultralevicových radikálů, mezi které patřil Jungův předchůdce Josef Grösser. Post si udržel i v následující druhé vládě Josefa Korčáka, třetí vládě Josefa Korčáka, čtvrté vládě Josefa Korčáka a vládě Josefa Korčáka a Ladislava Adamce až do dubna 1988.
Zasedal také dlouhodobě v České národní radě, kam byl poprvé zvolen ve volbách roku 1971. Mandát poslance ČNR obhájil ve volbách roku 1976, volbách roku 1981 a volbách roku 1986. V ČNR zasedal za Západočeský kraj. Po sametové revoluci 26. ledna 1990 rezignoval na poslanecké křeslo v rámci procesu kooptace do ČNR.